# رزی (مجارستان)
رزی (به مجاری:  Rezi) یک شهرداری در مجارستان است که در ناحیه کست‌هی واقع شده‌است. رزی ۲۹٫۷۷ کیلومتر مربع مساحت و ۱٬۲۰۸ نفر جمعیت دارد.